# غفور جهاني
غفور جهاني (بالفارسية: غفور جهانی)، من مواليد 19 يونيو 1951م في مدينة بندر أنزلي الإيرانية، وهو لاعب كرة قدم معتزل ومدرب سابق، شارك في دورة الألعاب الأولمبية الصيفية سنة 1976م، كما شارك مع منتخب بلاده في نهائيات كأس العالم التي أستضافته الأرجنتين سنة 1978م.

## روابط خارجية
- غفور جهاني على موقع الاتحاد الدولي (مؤرشف)  (الإنجليزية)
- غفور جهاني على موقع ناشيونال فوتبول تيمز (الإنجليزية)
- غفور جهاني على موقع عالم كرة القدم.نت (الإنجليزية)
- غفور جهاني على موقع أوليمبيديا (الإنجليزية)